# Kenji Kodama
こだま 兼嗣
Kenji Kodama (こだま 兼嗣, Kodama Kenji)(né le 13 décembre 1949) est un réalisateur et scénariste japonais, principalement connu pour avoir été le réalisateur des anime Nicky Larson et Détective Conan.

## Biographie
En 1977, Tokyo Movie Shinsha le nomme chara-designer sur Lupin III. En 1980, il réalise la deuxième saison de Signé Cat's Eyes. De 1987 à 1990, il réalise City Hunter (les trois saisons et les OVA).
Depuis 1996, il s'occupe de l'anime Détective Conan. S'y ajoutent Kekkaishi en 2006 et Tales of the Abyss en 2008.

## Filmographie

### Comme réalisateur
- 1983-85 : Cat's Eye (série télévisée) - Réalisation (saison 2 uniquement), storyboard (ep 5,13,28,38,41,43,48,50,52,58,63,68,71,73)
- 1987 : Versailles no Bara: Seimei Aru Kagiri Aishite (film) - Coréalisateur
- 1987-88 : City Hunter  (série télévisée) - Réalisation, storyboard (ep 1,6,10,17,20,22,27,28,31,37,40,41,44,47,51), scénario (ep 27,28)
- 1988-89 : City Hunter 2  (série télévisée) - Réalisation, storyboard (ep 3,4,6,10,11,15,16,19,27,28,31,32,41,42,51,56,57,59,61,63), scénario (ep 3,4,10,11,41,42,56,57,61,63)
- 1989-90 : City Hunter 3  (série télévisée) - Réalisation, storyboard (ep 1,3,6,10,11,13)
- 1989 : City Hunter: 357 Magnum  (film) - Réalisation
- 1990 : City Hunter: Bay City Wars (OAV) - Réalisation
- 1990 City Hunter: Pour un million de dollars (OAV) - Réalisation
- 1991-92 : Watashi to Watashi: Futari no Lotte (série Tv) - Réalisation, storyboard (ep 1,2,4,5,8,10,11,15,17,27-29)
- 1992-93 : Un chien des Flandres (série TV) - Réalisation
- 1996 City Hunter: Service secret (TV spécial) : réalisation, storyboard
- 1996-2002 : Détective Conan (série télévisée) - Réalisateur (jusqu'à l'épisode 118), superviseur (de l'épisode 119 à 252), storyboard (ep 1,2,11,22,27,28,32,43,67,76,77,80,85,87,103,109,111,114,119,124,146,147,153,154,159-162, 190,201,202,208,236,237,263), directeur d'épisode (ep 1), scénario
- 1997 : Détective Conan : Le Gratte-Ciel infernal (film) - Réalisation, storyboard
- 1998 : Détective Conan : La Quatorzième Cible (film) : Réalisation
- 1999 : Le magicien de la fin du siècle (film) - Réalisation
- 2000 : Détective Conan : Mémoire assassine (film) - Réalisation, storyboard
- 2001 : Détective Conan : Décompte aux cieux (film) - Réalisation, storyboard
- 2002 : Détective Conan : Le Fantôme de Baker Street (film) - Réalisation, storyboard
- 2003 : Détective Conan : Croisement dans l'ancienne capitale (film) - Réalisation, storyboard
- 2006-2008 : Kekkaishi (série télévisée) - Réalisateur, storyboard (ep 1,2,4,7,13,24,36,37,50)
- 2008-2009 : Tales of the Abyss (série télévisée) - Réalisateur, storyboard (ep 1,4,9,13,22,25,26)
- 2019 : City Hunter: Shinjuku Private Eyes (OAV) - Réalisateur
- 2023 : City Hunter The Movie : Angel Dust (Film) - Réalisateur en chef

### Comme animateur
- 1971-72 : Tensai Bakabon (ja) (série télévisée) - Animateur clé
- 1973-74 : Samurai Giants (série télévisée) - Animateur clé
- 1977-80 : Lupin III Part II (série télévisée) - Directeur de l'animation
- 1980-81 : Ashita no Joe 2 (série télévisée) - Animateur clé
- 1981-82 : Dokonjō Gaeru (série télévisée) - Storyboard, directeur d'épisode
- 1982-83 : Tonde Mon Pe (série télévisée) - Storyboard, directeur d'épisode
- 1983-84 : Sam the Olympic Eagle (série télévisée) - Storyboard
- 1980?-2005? : Doraemon 1979 (série télévisée) - Storyboard
- 1982 : Cobra (série télévisée) - Storyboard (ep 15,19,21,24,27,31)
- 1984-85 : Lupin III: Partie III' (série télévisée) - Storyboard (ep 2,6,10,16,19)
- 1986 : Robotan (série télévisée) - Directeur d'épisode, directeur de l'animation
- 1986-87 : Bug tte Honey (série télévisée) - Storyboard (ep 11,14)
- 1991 : Wizardry (OAV) - Storyboard
- 1994-95 : Omakase Scrappers (série télévisée) - Storyboard (ep 7,16,19
- 1994-95 : Montana Jones (série télévisée) - Storyboard
- 2005 : Kamichu! (série télévisée) - Storyboard (ep 4,10)
- 2006 : Magikano (série télévisée) - Storyboard (ep 8,9,11)
- 2009-10 : Inu-Yasha - 2009 (série télévisée) - Storyboard (ep 5,9,11,16,20,23)